# Galerie St. Etienne
Pour les articles homonymes, voir Saint-Étienne (homonymie).
La Galerie St. Etienne (GSE) est une galerie d'art expressionniste établie aux États-Unis, à l'origine fondée par Otto Kallir à Vienne en 1923, sous le nom de Neue Galerie.

## Historique
Ayant d'abord fondé la Neue Galerie à Vienne en 1923, Otto Kallir — qui porte encore à cette époque son nom de naissance de Nirenstein —, forcé de quitter l'Autriche après son annexion à l'Allemagne en 1938, réinstalle d'abord sa galerie à Paris sous le nom de galerie Saint-Étienne, du nom de l'emplacement de la Neue Galerie près de la cathédrale Saint-Étienne (Stephansdom) de Vienne. En 1939, Kallir quitte avec sa famille la France pour les États-Unis, où il rétablit la Galerie St. Etienne au 46 West 57th Street à New York. La galerie reste active au no 24 de la même rue, dirigée par la petite-fille d'Otto Kallir Jane et son ancienne secrétaire, Hildegard Bachert (en). Elle est réputée comme le principal lieu d'exposition aux États-Unis spécialement consacré à l'expressionnisme autrichien et allemand.

### Vienne

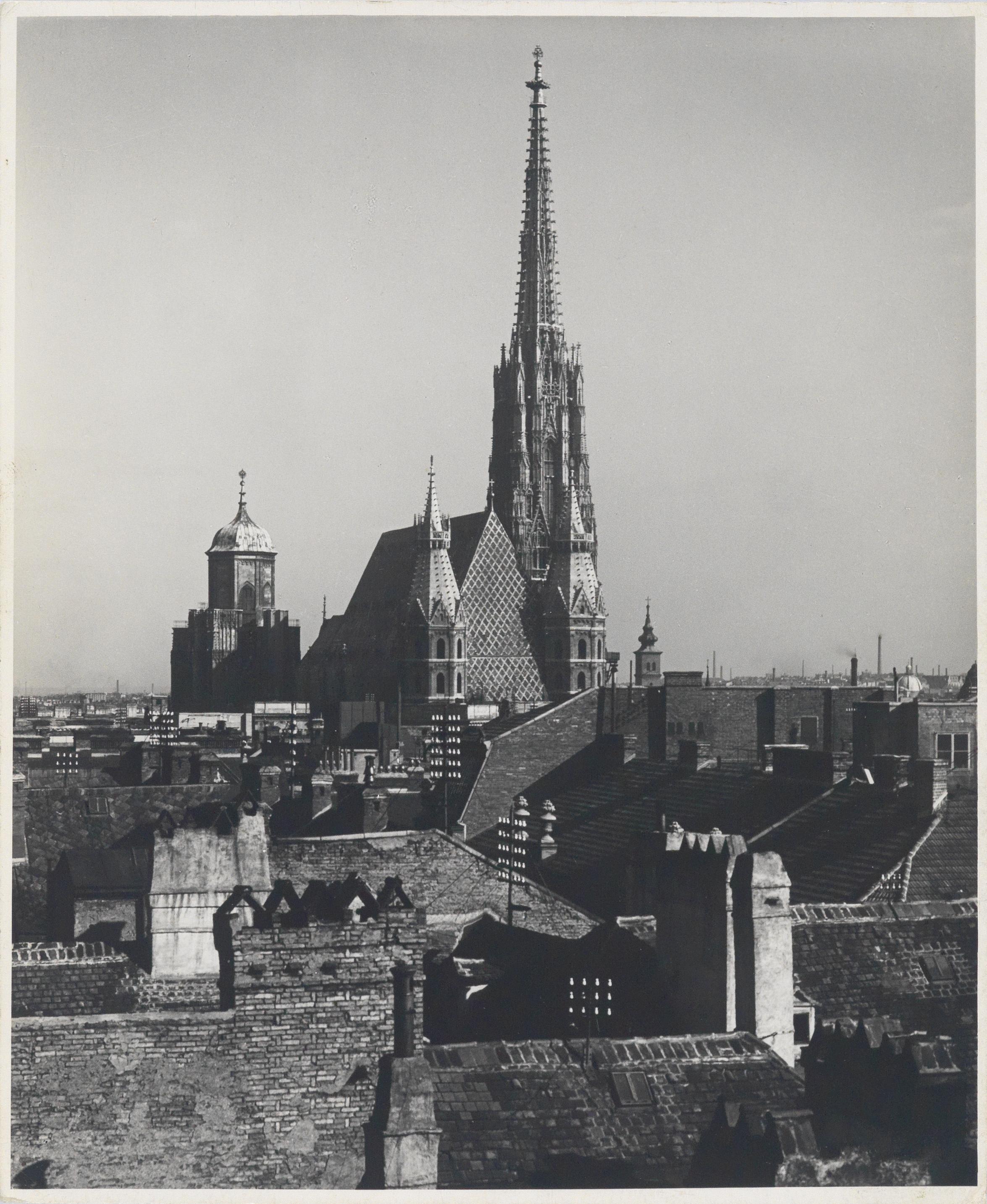
Le quartier de la cathédrale Saint-Étienne (Stephansdom) de Vienne en 1925, deux ans après l'ouverture par Otto Nirenstein de sa Neue Galerie dans ce secteur.

Décidant de suivre une voie artistique plutôt que sa passion d'enfance pour l'aéronautique, Otto Kallir commence son apprentissage en 1919 chez Würthle, une importante galerie d'art viennoise. Quatre ans plus tard, en 1923, il fonde sa propre galerie, la Neue Galerie, qui donnera plus tard son nom au musée d'art et de design autrichien et allemand de New York. Située dans le quartier de la cathédrale Saint-Étienne de Vienne (Stephansdom), la Neue Galerie est inaugurée avec la première grande exposition posthume du travail d'Egon Schiele, puis continue à exposer des artistes autrichiens (Gustav Klimt, Oskar Kokoschka, Richard Gerstl, Alfred Kubin) ou étrangers (Vincent van Gogh, Paul Signac, Auguste Renoir, Paul Cézanne). Il publie également des tirages limités d'artistes comme Max Beckmann, Johannes Itten, Oskar Kokoschka et Alfred Kubin, et plus particulièrement un portfolio de gravures et de lithographies d'Egon Schiele, Das Graphische Werk von Egon Schiele, continuant à utiliser les compétences d'édition qu'il a développées au début sa carrière.

### L'Anschluss et ses conséquences
Après l'annexion de l'Autriche en 1938, Kallir est persécuté non seulement pour le fait d'être juif, mais aussi pour avoir soutenu le gouvernement Schuschnigg . Il vend la Neue Galerie à sa secrétaire, Vita Kūnstler, qui la conservera de son mieux et la restituera à Kallir après la seconde Guerre mondiale. Parce que le travail des artistes modernes que la galerie représentait n'était pas soumis aux lois autrichiennes sur l'exportation et était le plus souvent considéré par les nazis comme de « l'art dégénéré », Kallir parvient à emporter avec lui en exil la majeure partie de l'inventaire de sa galerie. Kallir et sa famille s'installent d'abord à Lucerne, puis n'obtenant pas de permis de travail suisse, à Paris, où il a ouvre la galerie Saint-Étienne. Cependant, les Français refusant d'accorder un permis de séjour à sa femme et ses deux enfants, la famille Kallir émigre aux États-Unis en 1939, où il fonde la Galerie St. Etienne à New York.

### La période américaine

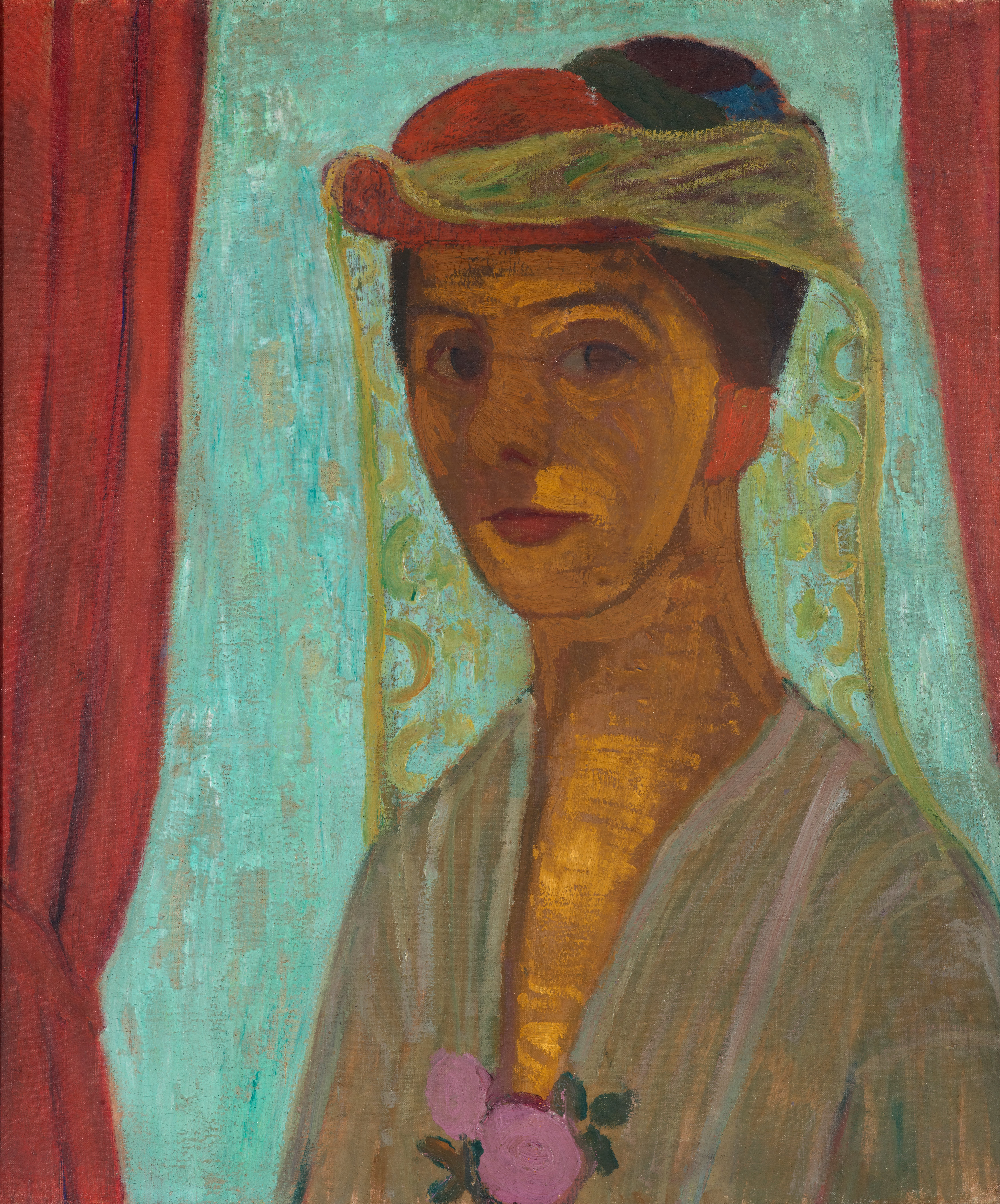
Paula Modersohn-Becker (1876-1907), Autoportrait avec chapeau et voile, vers 1906-1907, musée d'Art de La Haye. Les travaux de Modersohn-Becker ont fait l'objet de nombreuses expositions à la GSE dès 1958.

Sitôt arrivé aux États-Unis, Kallir réinstalle sa Galerie St. Etienne à New York, introduisant ainsi l'expressionnisme dans ce pays. La Galerie St. Etienne accueille les premières expositions américaines de nombreuses figures marquantes autrichiennes et allemandes du modernisme des années 1940 et 1950 : Gustav Klimt, Oskar Kokoschka, Alfred Kubin, Egon Schiele, mais aussi Paula Modersohn-Becker et Käthe Kollwitz. C'est à travers diverses expositions, des ventes, des bourses d'études et des dons à des musées prestigieux comme le musée Solomon R. Guggenheim, le Museum of Modern Art et le Minneapolis Institute of Art, que la GSE fait découvrir l'expressionnisme allemand au public américain.
Puis, cherchant à capter l'identité de sa nouvelle patrie, la GSE commence à présenter le travail d'artistes américains. En 1940, elle accueille la première exposition exclusivement consacrée à l'œuvre d'Anna Mary Robertson ("Grandma") Moses, faisant d'elle l'un des artistes américains les plus renommés de l'immédiat après-guerre, en partie grâce à une relation privilégiée avec Hildegard Bachert, codirectrice de la galerie depuis la mort de Kallir en 1978.
En 1941, la galerie a exposé des tissages Navajo et Hopi, alors que Kallir visait à exposer un art reflétant l'identité américaine.
La galerie s'agrandit pour représenter le travail d'artistes comme Henry Darger, John Kane, Ilija Bosilj, Michel Nedjar et les artistes du Gugging. Il a également maintenu sa longue tradition d'érudition exceptionnelle, à commencer par le premier catalogue raisonné des peintures d'Egon Schiele, Egon Schiele: Persönlichkeit und Werke, publié par Otto Kallir en 1930. Kallir a publié une mise à jour de son catalogue raisonné Schiele de 1930 en 1966, et un catalogue raisonné des estampes de l'artiste, Egon Schiele: The Graphic Work, en 1970.
De plus, Kallir est l'auteur d'un catalogue raisonnés documentant le travail de Grandma Moses (1973) et Richard Gerstl (1974).

### Évolution de la galerie depuis 1978
À la mort d'Otto Kallir en 1978, la Galerie St. Etienne est reprise par une associée de longue date, Hildegard Bachert, ainsi que par sa petite-fille, Jane Kallir qui en assument conjointement la direction depuis cette date, inaugurant ensemble un programme d'expositions d'œuvres prêtées par les musées, une pratique alors rare dans les galeries privées muséales.

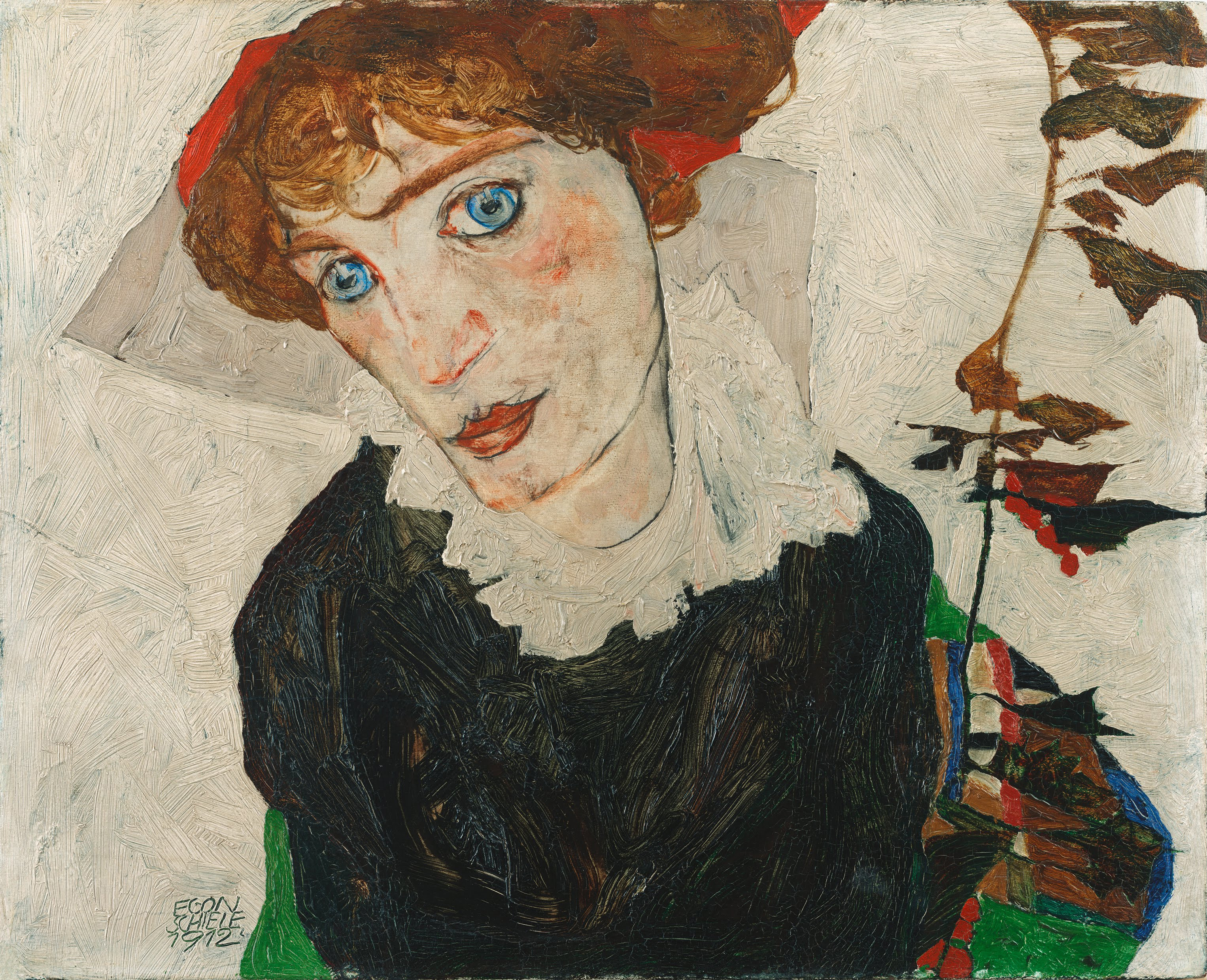
Egon Schiele, Portrait de Walburga Neuzil (Wally), 1912, Vienne, musée Leopold. L'œuvre spoliée par les Nazis a été rapatrié de New York à Vienne après intervention de la GSE.

Ces expositions sont régulièrement accompagnées de livres-catalogues publiés par des éditeurs spécialisés, ce qui est également inhabituel pour l'époque. Parmi les musées prêteurs on compte notamment le musée des Beaux-Arts de Boston, l'Art Institute of Chicago, le musée Solomon R. Guggenheim, le Metropolitan Museum of Art, le Museum of Modern Art, le Whitney Museum of American Art, le Hirshhorn Museum and Sculpture Garden, la Phillips Collection, la Kunsthalle de Brême, le Lenbachhaus de Munich, la Galerie nationale du Canada à Ottawa, le Musée de Vienne et le Belvedere de Vienne, ainsi que de nombreux collectionneurs privés. Si la galerie conserve son orientation historique, avec deux exceptions : l'artiste contemporaine d'origine britannique Sue Coe (en), dont l'œuvre partage des liens formels et thématiques étroits avec l'œuvre de Käthe Kollwitz. La galerie expose également les travaux de l'artiste américain Leonard Baskin (en).
La galerie présente trois expositions majeures chaque année, toutes accompagnées d'un essai scientifique rédigé par Jane Kallir. Kallir publie également un Rapport sur le marché de l'art annuel, programmé pour coïncider avec l'exposition Art Basel en juin.
La galerie est membre de l'Association des marchands d'art d'Amérique et participe au Winter Antiques Show, l'ADAA Art Show, et à la IFPDA Print Fair (tous à New York) et à l'exposition d'art moderne Art Basel, à Bâle.
Jane Kallir et Hildegard Bachert ont été honorées de divers prix pour leurs contributions à la préservation de la culture autrichienne et allemande et leur galerie a reçu des prix pour ses contributions au musée Bennington, connu pour sa collection Grandma Moses. Elles participent à la recherche universitaire sur les artistes exposés par la galerie, en rédigeant des essais eux-mêmes inclus dans de nombreuses publications d'exposition. En plus de ces contributions académiques, la Galerie St. Etienne a joué un rôle dans la restitution de nombreuses œuvres rescapées de l'Holocauste, notamment le Portrait de Walburga Neuzil (Wally) d'Egon Schiele, après une longue procédure judiciaire, étalée entre 1997 et 2010.
La galerie fournit enfin des certificats d'authenticité et des évaluations des œuvres qui relèvent de sa compétence, et s'engage à travailler avec des chercheurs de renommée internationale pour élucider leur provenance.

## Publications
La Galerie St. Etienne est éditrice des publications suivantes.
- Egon Schiele: Œuvre Catalogue of the Paintings, Crown Publishers, New York: 1966.
- Egon Schiele; The Graphic Work, Crown, New York: 1970.
- Grandma Moses, Abrams: New York: 1973.
- Richard Gerstl (1883-1908): Beitrāge zur Dokumentation seines Lebens und Werkes, Counsel Press: New York, 1974.
- Gustav Klimt/Egon Schiele, New York: Crown Publishers, 1980.
- Austria's Expressionism, New York: Rizzoli International, 1981.
- The Folk Art Tradition: Naive Painting in Europe and the United States, New York: The Viking Press, 1981.
- Grandma Moses: The Artist Behind the Myth, New York: Clarkson N. Potter, 1982.
- Arnold Schönberg's Vienna, New York: Rizzoli International, 1984.
- Viennese Design and the Wiener Werkstätte, New York: George Braziller, Inc., 1986.
- Gustav Klimt: 25 Masterworks, New York: Harry N. Abrams, Inc., 1989.
- Egon Schiele: The Complete Works – Including a Biography and a Catalogue Raisonné, New York: Harry N. Abrams, Inc., 1990; édition augmentée 1998.
- Egon Schiele, New York: Harry N. Abrams, Inc. 1994.
- Egon Schiele: 27 Masterworks, New York: Harry N. Abrams, Inc., 1996.
- Grandma Moses: 25 Masterworks, New York: Harry N. Abrams, Inc., 1997.
- Grandma Moses in the 21st Century, New Haven: Yale University Press, 2001.
- The Essential Grandma Moses, New York: Harry N. Abrams, Inc., 2001.
- Egon Schiele: Life and Work, New York: Harry N. Abrams, Inc., 2003.
- Egon Schiele: Drawings and Watercolors, Londres: Thames & Hudson, 2003.
- Egon Schiele: Love and Death, Amsterdam: Van Gogh Museum & Hatje Cantz: 2005.
- Egon Schiele: Erotica, Paris: Éditions Anthèse: 2007.
- Gustav Klimt: In Search of the Total Artwork, Munich: Prestel Verlag, 2009.
- Egon Schiele: Self-Portraits and Portraits, Munich: Prestel Verlag, 2011.
- Egon Schiele's Women, Munich: Prestel Verlag, 2012.
- The Women of Klimt, Schiele and Kokoschka, Munich: Prestel Verlag, 2015.